# 新荘川
新荘川（しんじょうがわ）は、高知県須崎市と高岡郡津野町を流れる二級河川。ニホンカワウソが最後に発見された川として知られる。

## 地理
高岡郡津野町と吾川郡仁淀川町の町境をなす鶴松ヶ森（標高1,100m）付近にある布施ヶ坂峠に源を発する。津野町内を東流し、須崎市に入った辺りから一度南流した後再び東流し、土佐湾の支湾である須崎湾に注ぐ。

## 主な支流
下流川から順に記載する。
須崎市
- 坂ノ川川
- 依包川
  - 樽川
- 横川川

津野町
- 三間ノ川川

## 主な橋梁
下流川から順に記載する。
須崎市
- 新荘川橋梁 - JR土讃線
- 新新荘川橋 - 高知自動車道（須崎道路）
- 新荘川橋 - 国道56号
- 落合橋 - 高知県道317号荻中須崎線
- 天神橋 - 市道夫領横川線

津野町
参考:
- 馬関橋 - 町道馬関線
- 鳴川橋 - 町道葉山ヘリポート線
- 春日橋 - 町道春日正尺線
- 葉山大橋 - 町道永野黒石線
- 住吉橋 - 町道春日正尺線
- 文栄橋 - 町道正尺西線
- 梶足橋 - 町道梶足線
- 新梶足橋 - 国道197号
- 民生橋 - 町道栗の木線
- 精華橋 - 国道197号
- 大野橋 - 国道197号
- 共栄橋 - 町道鍵野々線
- 鍵野野橋 - 国道197号
- 中央橋 - 町道石指本成線
- 杉ノ川橋 - 町道杉の川線
- 大谷二号橋 - 国道197号
- 大川一号橋 - 国道197号
- 竹ノ谷橋 - 町道竹の谷線
- 桃の木橋 - 町道竹の谷線
- 小熊秋橋 - 町道小熊秋線
- 白石線 - 町道新田線
- 新新田線 - 町道新田線
- 坂本橋 - 町道坂本線1号
- 桂月橋 - 国道197号

## 周辺の施設・観光地
下流川から順に記載する。
本流沿い
- JR土佐新荘駅
- 高知自動車道須崎西IC
- 道の駅かわうその里すさき
- 上分あさぎり市
- 新土居キャンプ場
- 葉山の蔵
- かわうそ自然公園
- 風車の駅
- わんぱく河川プール桑の川キャンプ場
- 道の駅布施ヶ坂

支流沿い
- 樽の滝
- 農村交流施設 森の巣箱